# Tomaso Albinoni
 Der er for få eller ingen kildehenvisninger i denne artikel, hvilket er et problem. Du kan hjælpe ved at angive troværdige kilder til de påstande, som fremføres i artiklen.

Tomaso Albinoni (født 8. juni 1671, død 17. januar 1751) var en italiensk barok-komponist og violinist.
Han skrev 55 operaer, hvoraf de fleste nu er glemt, symfonier, sonater og kammermusik.
Da nationalbiblioteket i Dresden brændte ned under 2.verdenskrig forsvandt næsten halvdelen af Albinonis originale kompositioner for altid.
Det mest populære værk som forbindes med Albinoni er den fortryllende "Adagio i G-mol". 

## Liv og gerning

### Baggrund og tidligt liv
Albinoni blev født i bydelen San Moisè i Venedig som 2. barn og ældste søn af Lucrezia Fabris (ca. 1645–1687) og Antonio Albinoni (ca. 1634–1709). Faderen fabrikerede papir og spillekort, og da hans arbejdsgiver døde, arvede han hele bedriften, så familien blev velstående; foruden bolig og produktionsanlæg arvede faderen også et gods i Prata di Pordenone.
Ud over at faderen oplærte sønnen i kunsten at fremstille spillekort, tog Tomaso violin, sang- og kompositionsundervisning. Giovanni Legrenzi bliver ofte nævnt som en sandsynlig lærer. 

### Operakomponist
I 1694 trådte Albinoni frem i offentligheden som komponist med operaen Zenobia, regina de Palmireni og  instrumentalmusiksamlingen 12 Suonate a tre op. 1). Da han levede af indtægter fra håndværkvirksomheden, behøvede han ikke musikken til at tjene til livets ophold, og kaldte sig dilettante veneto ("venetiansk amatør").
Zenobia var begyndelsen på en omfangsrig produktion af operaer. Han skrev i gennemsnit 1–2 operaer årlig, først i Venedig, fra 1703 i stadig større grad for operahuse i andre byer som Firenze, Genova, Bologna, Ferrara, Brescia, Rom og Treviso. Han ledede ofte uropførelserne selv. Desuden offentliggjorde han til 1735/36 yderligere otte instrumentalsamlinger og en samling solokantater.
Den 17. marts 1705 giftede Albinoni sig med sangeren Margherita Raimondi (1683/84–1721) i Milano og slog sig ned i bydelen San Trovaso i Venedig. Hun debuterede i Venedig som 15-årig og optrådte på operascenerne også efter, at hun blev gift, men åbenbart ikke i sin mands værker – bortset fra i I rivali generosi i Brescia 1715.
Albinonis fader døde i januar 1709, og Albinoni havde nu bestemt sig for at koncentrere sig helt om musikken. Tomasos brødre, Domenico og Giovanni, overtog bedriften, mens Tomaso fik ret til en tredjedel af indtægterne. Fra nu af titulerede han sig som Musico di violino på titelbladene. I 1721 var familiebedriften blevet forgældet og blev overdraget til en kreditor. Albinoni, som nu selv måtte tjene sine penge, flyttede til den mindre fornemme bydel San Barnaba. Ifølge en kilde fra 1800-tallet drev han en blomstrende sangskole, men der findes ingen andre oplysninger om den. Den 22. august samme år døde hans kone af  tarmbetændelse.
Fra 1720-erne blev Albinonis operaer hyppigt opførte udenfor Italien; mest populær var det komiske intermezzo (Vespetta e) Pimpinone (1708).

### På toppen
Højdepunktet i Albinonis karriere var 1722. Efter at have offentliggjort sin hidtil mest ambitiøse samling koncerter, 12 Concerti a cinque op. 9, som han tilegnede Maximilian II Emanuel af Bayern, fik han to kompositionsopgaver fra München: til brylluppet mellem Maxmilians søn Karl Albrecht, den senere kejser Karl VII, og Maria Amalia, datter af den afdøde kejser Josef I, skrev Albinoni operaen I veri amici og et mindre stykke "componimento poetico" II trionfo d’Amore. Han dirigerede selv de meget vellykkede uropførelser hhv. den 24. oktober og 4. november i München. Johann Mattheson lagde i sin Critica Musica speciel vægt på, at det var "der rechte Albinoni", som medvirkede, da en bedrager på denne tid rejste rundt i Tyskland og Sverige og udgav sig for at være "Tomaso Albinoni fra Venezia".
Dedikationerne i Albinonis publikationer viser måske, at han havde forbindelse med mange prominente personer i sin tid som kardinal Pietro Ottoboni (op.1 er tilegnet ham), hertug Karl IV Gonzaga (op. 2), prins Ferdinando de' Medici (op. 3), kardinal Francesco Maria de' Medici (op. 4), marki Carlos Felipe Antonio Spinola Colonna (op. 5), grev Christian Heinrich von Watzdorf (op. 8) og marki Don Luca Fernando Patiño (op. 10). Ellers skrev Albinoni musik for navnedagene til kejser Karl VI's (Il nome glorioso in terra, santificato in cielo, 1724) og ægtefællen Elisabeth Christina af Braunschweig-Wolfenbüttel (Il nascimento dell'Aurora, ca. 1710).
Derimod havde Albinoni liden kontakt med sine musikerkolleger; han var ikke medlem af de officielle venetianske musikforeninger Arte de’ Sonadori og Società Santa Cecilia. Ganske vist skrev han flere sceneværker sammen med andre komponister, men samarbejdet blev åbenbart formidlet af teaterledelsen. Det findes belæg for et møde med Johann Georg Pisendel; Albinoni dedikerede en violinsonate til ham.

### Tilbagegang
I 1730-erne svækkedes Albinonis skaberkraft sig betydelig; de to sidste operaer fuldførte han i 1734 (Candalide) og i 1741 (Artamene). I 1743 søgte han – som 72-årig –  en godt betalt stilling som maestro di coro og sanglærer ved Ospedale dei derelitti (Ospedaletto); men den gik til Nicola Porpora. De ti sidste år af sit liv levede Albinoni i beskedne kår sammen med tre af sine børn. De to sidste år før sin død var han sengeliggende og døde ifølge dødsattesten af "diabetes og katar".

## Stil
I modsætning til landsmanden Vivaldis "romantiske" stil udmærkede Albinoni sig gennem en "klassisk" balance efter Corellis mønster. Karakteristiske træk var en lys grundstemning, lange melodibuer, pulserende rytmer og en tendens til gentagelser. Stemmeføringen var ofte kontrapunktisk; flere slutsater i sonaterne og koncerterne er fugale. Albinonis soli var mindre krævende end Vivaldis og var mulige at mestre for amatører. Obosoli blev ofte overført til sangstemme, kromatik og uventet modulering brugte han sjælden.
Albinonis styrke ligger frem for alt i hans formale og tematiske klarhed og i hans melodiske opfindsomhed. Han var ingen musikalsk nyskaber og lod sig knap påvirke af sin tids strømninger, men udviklede netop derfor en udpræget individuel stil, som giver hans musik en distinkt karakter.

## Betydning og modtagelse
I sin levetid var Albinoni en af de mest kendte italienske komponister og blev holdt for at være på samme niveau som Corelli og Vivaldi. De venetianske scener spillede hans operaer i næsten 50 år, og det er længere end for de fleste  samtidige. Trykte instrumentalværker kom i flere oplag i Venedig, Amsterdam og London og blev meget populære, særlig hos amatører. Albinoni var den første komponist, som konsekvent skrev tre-satsede koncerter og var den første italienske komponist, som offentliggjorte obokoncerter. Johann Sebastian Bach skrev fire fuger for cembalo over temaer fra Albinonis op. 1 (BWV 946, 950, 951 og 951a) og lod sine elever skrive generalbas-stemmer; Johann Gottfried Walther transskriberede to af koncerterne fra op. 2 for orgel.
Efter Albinonis død faldt  hans musik i glemsel og blev først genopdaget i midten af 1900-tallet. Musikforskeren Remo Giazotto spillede en vigtig rolle, både gennem sin Albinoni-biografi fra 1945 og på grund af Adagio i g-mol, som han tilskrev Albinoni. Nu er størstedelen af Albinonis bevarede værker genudgivet; den samlede instrumentalmusik blev fra 1974 udgivet af Edition Kunzelmann. Der findes kommercielt tilgængelige optagelser af de fleste instrumentalsamlinger med opustal, en række instrumentalværker uden opustal, Kantate nr. 4, såvel som de syv bevarede sceneværker.

## Værker
Albinonis skrev mest operaer, kantater og instrumentalmusik. Af kirkemusik er der blot bevaret en tidlig messe for tre mandsstemmer a capella (før 1694) og titlerne på to oratorier (I trionfi di Giosuè, 1703, i samarbejde med Alessandro Scarlatti, Giovanni Battista Bononcini og andre, og Maria annunziata, 1712). Et Magnificat i g-mol har har været regnet som hans – sandsynligvis fejlagtigt.

### Sceneværker
Det er usikkert hvor mange sceneværker, Albinoni skrev. Følgende er bevaret i fuldstændig form:
- Zenobia, regina de’ Palmireni (1694)
- (Vespetta e) Pimpinone (1708)
- Engelberta (1709)
- Il nascimento dell’Aurora (ca. 1711)
- Il nome glorioso in terra, santificato in cielo (1724)
- La Statira (1726)
- Il concilio de’ pianeti (1729)

Af tolv operaer findes i det mindste bevaret enkelte arier, af 38 andre blot den trykte libretto, af serie intermezzi blot titlen (Malsazio e Fiammetta, 1726). I librettoen til Candalide (1734) skriver Albinoni, at dette er hans attende, og hvis dette ikke er en overdrivelse, må yderligere 23 sceneværker regnes som tabt.

### Kantater
Der findes 44 kendte kantater fra Albinonis hånd, deriblandt 12 i den trykte samling Cantate da camera a voce sola op. 4 (Venezia 1702) og 18 i en samling i håndskrift i  Staatsbibliothek zu Berlin. Alle kantater er for én sangstemme og basso continuo (ca. tre fjerdedele for sopran, en fjerdedel for alt); kun i den ufuldstændigt bevarede kantate E dove, Amor, mi guidi er der yderligere instrumenter.

### Instrumentalværker
Fra 1694 til 1735/36 lod Albinoni trykke ni samlinger med instrumentalmusik, først hos Sala i Venedig, fra ca. 1711 hos Roger og Le Cène i Amsterdam. Fire af disse er kammermusik:
- Sonate a tre op. 1, Venedig 1694
- Balletti a tre op. 3, Venedig 1701
- Trattenimenti armonici per camera op. 6, Amsterdam ca. 1711
- Balletti e sonate a tre op. 8, Amsterdam 1722

De øvrige fem er koncertsamlinger for større besætninger:
- Sinfonie e concerti a cinque op. 2, Venezia 1700
- Concerti a cinque op. 5, Venedig 1707
- Concerti a cinque op. 7, Amsterdam 1715
- Concerti a cinque op. 9, Amsterdam 1722
- Concerti a cinque op. 10, Amsterdam 1735/36

Af soloinstrumenter optræder almindeligvis violin; otte koncerter fra op. 7 og 9 er skrevet for obo, otte andre for to oboer.
Ved siden af de ni autoriserede publikationer, som blev udgivet i Albinonis levetid, blev der udgivet tre yderligere samlinger med violinsonater, som blev redigeret af forlæggerne, og delvis bestod af værker, som ikke var skrevet af Albinoni:
- Sonate da chiesa "op. 4" (også kaldet pseudo-op. 4), Amsterdam 1708
- Sonate a violino solo e basso continuo, Amsterdam ca. 1717
- Six sonates da camera posthum, Paris ca. 1740

En samling med seks Sonate a tre op. 11 blev omkring 1739 forberedt for trykning, (sandsynligvis) af Albinoni selv, men blev alligevel ikke udgivet, og manuskripterne er tabt.
Af håndskrevne instrumentalværker er der bevaret ni symfonier, fire violinkoncerter og 29 sonater, hvoraf tre autografe. En violinkoncert blev ødelagt under bombningen af Dresden i 1945.
I det mindste 26 instrumentalværker, som en eller flere kilder har tilskrevet Albinoni, må på grund af stilistiske kriterier regnes som tvivlsomme. Til dem hører blandt andet den kendte Koncert i C-dur for trompet, tre oboer og to fagotter, de seks  Sinfonie a quattro (ca. 1735) såvel som det mest populære stykket knyttet til Albinonis navn: Adagio i g-moll for strygere og orgel. Sidstnævnte blev offentliggjort af Albinonibiografen Remo Giazotto, som hævdede at have sammensat den af fragmenter af en af Albinonis triosonater, men det har ikke ladet sig fastslå.